# Abaújlak
Abaújlak je obec v Maďarsku v župě Borsod-Abaúj-Zemplén v okrese Szikszó.
Má rozlohu 706 ha a k roku 2008 zde žilo 121 obyvatel.